# Scottish First Division 2005/06
Die Scottish Football League First Division wurde 2005/06 zum 31. Mal als nur noch zweithöchste schottische Liga unter diesem Namen ausgetragen. In der zweithöchsten Fußball-Spielklasse der Herren in Schottland traten in der Saison 2005/06 10 Klubs in insgesamt 36 Spieltagen gegeneinander an. Jedes Team spielte jeweils viermal gegen jedes andere Team. Bei Punktgleichheit zählte die Tordifferenz.
Die Meisterschaft gewann der FC St. Mirren, der sich damit gleichzeitig die Teilnahme an der Premier-League-Saison 2006/07 sicherte. Absteigen in die Second Division mussten der FC Stranraer nach Relegation und Brechin City. Torschützenkönige mit 15 Treffern wurden Bryan Prunty von Airdrie United und Jason Scotland vom FC St. Johnstone.

## Statistiken

### Abschlusstabelle
| Pl. | Verein              | Sp. | S  | U  | N  | Tore    | Diff. | Punkte |
| --- | ------------------- | --- | -- | -- | -- | ------- | ----- | ------ |
| 1.  | FC St. Mirren       | 36  | 23 | 7  | 6  | 052:280 | +24   | 76     |
| 2.  | FC St. Johnstone    | 36  | 18 | 12 | 6  | 059:340 | +25   | 66     |
| 3.  | Hamilton Academical | 36  | 15 | 14 | 7  | 053:390 | +14   | 59     |
| 4.  | Ross County         | 36  | 14 | 14 | 8  | 047:400 | +7    | 56     |
| 5.  | FC Clyde            | 36  | 15 | 10 | 11 | 054:420 | +12   | 55     |
| 6.  | Airdrie United      | 36  | 11 | 12 | 13 | 057:430 | +14   | 45     |
| 7.  | FC Dundee (A)       | 36  | 9  | 16 | 11 | 043:500 | −7    | 43     |
| 8.  | Queen of the South  | 36  | 7  | 12 | 17 | 031:540 | −23   | 33     |
| 9.  | FC Stranraer (N)    | 36  | 5  | 14 | 17 | 033:530 | −20   | 29     |
| 10. | Brechin City (N)    | 36  | 2  | 11 | 23 | 028:740 | −46   | 17     |

Platzierungskriterien: 1. Punkte – 2. Tordifferenz – 3. geschossene Tore – 4. Direkter Vergleich (Punkte, Tordifferenz, geschossene Tore)
| Saison 2005/06 |

| Zum Saisonende 2004/05 |                                       |
| (A)                    | Absteiger aus der Premier League      |
| (N)                    | Neuaufsteiger aus der Second Division |

## Relegation
Teilnehmer an den Relegationsspielen waren der FC Stranraer aus der diesjährigen First Division, sowie die drei Mannschaften aus der Second Division, Greenock Morton, FC Peterhead und Partick Thistle. Die Sieger der ersten Runde spielten in der letzten Runde um einen Platz für die folgende Scottish First Division-Saison 2006/07.
Erste Runde
Die Spiele wurden am 3. und 6. Mai 2006 ausgetragen.
|                 | Gesamt |                 | Hinspiel | Rückspiel |
| --------------- | ------ | --------------- | -------- | --------- |
| FC Stranraer    | 3:4    | Partick Thistle | 1:3      | 2:1       |
| Greenock Morton | 0:1    | FC Peterhead    | 0:0      | 0:1       |

Zweite Runde
Die Spiele wurden am 10. und 14. Mai 2006 ausgetragen.
|                 | Gesamt |              | Hinspiel | Rückspiel       |
| --------------- | ------ | ------------ | -------- | --------------- |
| Partick Thistle | 3:3    | FC Peterhead | 1:2      | 2:1 (4:2 i. E.) |